# War of the ants
War of the Ants, leven en dood van de rode bosmier is een Nederlandse natuurdocumentaire van cineaste Josephine Hamming (1951) over de oorlog tussen rode bosmieren. De film duurt 27 minuten en werd uitgebracht in 1997. Er werd 5 jaar aan gewerkt.

## Verhaal
In deze natuurdocumentaire staat de rode bosmier centraal. De film laat zien waarom de mieren oorlog voeren. Daarnaast worden diverse aspecten van het dagelijks leven van de rode bosmier belicht. Het gedrag van de mieren is vervat in een beeldtaal die verwijst naar de sociale gedragingen van mensen. De film is op die manier een moderne fabel waarin de sociale gemeenschap van de mieren een spiegel voorhoudt aan de mensheid.

## Prijzen
De film werd bekroond met diverse prijzen:
- Nederlandse Academy Award Het Gouden Beeld. Gecombineerd met de Nationale Postcode Loterij / Stichting DOEN! Award, Aanmoedigingsprijs 100.000 gulden. Hilversum, 2001.

- International Film Festival South Africa 'Wilderness - The Gift & The Challenges', Best Achievement in Narration, Port Elizabeth, 2001

- Japan Wildlife Festival, Best Nature Education Award, Toyama, 1997

- Envirofilm, The 4th International Festival of Films TV Programmes and Video Programmes dealing with The Environment Protection and Creation, Hlavna Cena, Slowakije (Zvolen, Banska Bystrica).